# SCP: 秘密の研究所
『SCP:秘密の研究所』（エスシーピー ひみつのけんきゅうじょ）は、Northwood Studiosによって開発され、2018年2月7日に正式にリリースされた一人称視点のマルチプレイヤービデオゲームで、シングルプレイヤーゲームSCP – Containment BreachとSCP Foundation wikiの共同フィクションに基づいている。このゲームは3つの勢力に分かれてロールプレイを行うという内容で、Dクラス職員、研究員、軍人(SCP財団の特殊部隊)などの役職をプレイすることができる。
「SCP: Secret Laboratory」と呼ばれたり、「SCP: SL」と略されたりすることがある。

## 宇宙
SCP: Secret LaboratoryはSCP財団の共同執筆プロジェクトに基づいています。SCP財団は、自然法則に反する実体や物体(SCPと呼ばれる)を捕獲し、研究する架空の組織です。彼らの行動は、SCP財団のウェブサイトに財団とCPSに関する記事を書いている協力者のグループによって記録されています。

## ストーリー
公式サイトのストーリーによると、ゲームの舞台は財団の「マスターサイト」としても知られるサイト-02です。このサイトには、マイクロH.I.D.やC.A.S.S.I.E.などの実験的な技術が含まれています。2008年3月、CASSIEはサイト-02を収容違反などの緊急事態から守るためにサイト-02で稼働を開始し、2014年12月、CASSIEの最後のカーネルオープンが行われました。
加えて、SCP-049が2016年後半から2017年初頭にかけて一時的に収容され、その後しばらくしてサイト-02に移されました。
2017年以後、本作の舞台であるサイト-02で収容違反が発生する。

## ゲーム内のさまざまな陣営

### SCP
SCP陣営は、その他のすべての陣営に敵対し、それらを殺害することが勝利条件となります。
SCP-173
通称:オリジナル
鉄筋コンクリートのような素材で作られている彫像。
視認しているプレイヤーの瞬きの瞬間に、頭の付け根で首を折ることによってプレイヤーを殺すことができる。
また、誰も視認していない時はとても早い速度で移動することができる。
SCP-096
通称:シャイガイ
自身の顔を他人に見られると激昂し、対象を殺害する。一度に大量の敵対する陣営を殺害することが可能。だがHPが少なく、非常に脆いため扱いは難しい。
SCP-049
通称:ペスト医師
プレイヤーを「治療」することが出来る。
治療されたプレイヤーはゾンビのような容姿になり、他のプレイヤーを食い殺す。
SCP-106
通称:オールドマン
体中が腐敗した老人のような見た目をしており、彼に触れたものは腐敗する。
また、プレイヤーを「ポケットディメンション」と呼ばれる異空間に転送することができる。
SCP-939
通称:数多の声で
全身に皮膚が無い大きな犬のような見た目をしている。
彼は目が見えないため、音を使って周囲のプレイヤーを察知することが可能。
SCP-079
通称:オールドAI
古いコンピューターに閉じ込められている人工知能。人間並み、またはそれ以上の知能を持っており、一度収容違反を起こすと施設全体の電気設備を操作することができる。
他のSCPを補助する役割を持つ。